# Miss Perú 2016
Miss Perú 2016 fue la 64.ª edición que se realizó la noche del 23 de abril de 2016 en los estudios de América Televisión en Pachacámac. La Miss Perú saliente Laura Spoya coronó a su sucesora Valeria Piazza contando con la presencia y participación de la Miss Universo 2015, Pia Wurtzbach de Filipinas, quien también fue Presidenta del Jurado Calificador de la noche final.
Las 1.ª y 2.ª finalistas representaron al Perú en el Miss Grand Internacional 2016 y el Miss Internacional 2016, respectivamente. El evento fue televisado por América Televisión por primera vez desde el 2002. La peruana María Julia Mantilla, Miss Mundo 2004 y el presentador Mathías Brivio, presentaron el evento.

## Resultados
| Título                                           | Candidata | Resultados internacionales |
| ------------------------------------------------ | --- | --- |
| Miss Perú Universo 2016 Miss Perú Universo       | - Lima - Valeria Piazza | Top 13 |
| Miss Grand Perú 2016 1.ª finalista               | - Piura - Prissila Howard | Top 10 |
| Miss International Perú 2016 2.ª finalista       | - La Esperanza - Danea Panta | No clasificó |
| 3.ª finalista                                    | - La Libertad - Estefani Mauricci | - La Libertad - Estefani Mauricci |
| Reina Mundial del Banano Perú 2016 4.ª finalista | - Region Lima - Ivana Yturbe | Ganadora |
| Top 11                                           | - USA Perú - Janick Maceta - Cuzco - Antonella de Groot - San Isidro - Giulliana Barrios - Callao - Giuliana Montalbetti - Trujillo - Ana Estefanía Vásquez - Ancash - Suemi Jhong | - USA Perú - Janick Maceta - Cuzco - Antonella de Groot - San Isidro - Giulliana Barrios - Callao - Giuliana Montalbetti - Trujillo - Ana Estefanía Vásquez - Ancash - Suemi Jhong |
| Top 15                                           | - Sullana - Leonela López - Amazonas - Hanny Portocarrero - Ucayali - Marjorie Patiño - Chincha - Lucero Francis Fernández                                                         | - Sullana - Leonela López - Amazonas - Hanny Portocarrero - Ucayali - Marjorie Patiño - Chincha - Lucero Francis Fernández                                                         |

- Este símbolo (^) se refiere a que debería haber habido un Top 10, pero por un empate en las puntuaciones de Traje de Baño, al final se presentó un Top 11. (Esto no ocurría desde el año 2001).

### Premios especiales
- Reina Rosa 2016 -  Chimbote - Mirella Paz

## Candidatas
- Amazonas - Hanny Portocarrero
- Ancash - Suemi Jhong
- Apurímac - Flor Vergara Baca
- Arequipa -  Ximena Tamayo Butilier
- Ayabaca - Sophia Cossio
- Callao - Giuliana Montalbetti
- Chimbote - Mirella Paz
- Chincha - Lucero Francis
- Cuzco - Antonella de Groot
- Lima - Valeria Piazza
- Europa Perú - Kim Zollner
- Huaraz - Stefania Vivian
- Ica - Solymar Camasca
- La Esperanza - Danea Panta
- La Libertad - Estefani Mauricci
- Lambayeque - Saymel Vega
- Moquegua - Rossi Vargas
- Pachacámac - Kiara Barrantes
- Piura - Prissila Howard
- Pucallpa - Sharon Neyra
- Region Lima - Ivana Yturbe
- San Isidro - Giulliana Barrios
- San Martín - Valkiria Aragón
- Sullana - Leonela López
- Surco - Giomara Suárez Echegeray
- Talara - Karla Flores
- Trujillo - Ana Estefanía Vásquez
- Tumbes - Eva Reyes
- Ucayali - Marjorie Patiño
- USA Perú - Janick Maceta
- Villa El Salvador - Alexia Villagómez[3]

## Jueces
- Pia Wurtzbach - Miss Universo 2015 de las Filipinas.
- Chelsi Smith - Miss Universo 1995 de los Estados Unidos.
- Olga Zumarán - Miss Perú 1978
- Marisol Martínez - Miss Perú 1990
- Viviana Rivasplata - Miss Perú 2001
- Adriana Zubiate - Miss Perú 2002
- Claudia Ortiz de Zevallos - Miss Perú 2003
- Mónica Chacón - Miss Perú Mundo 1996
- Marina Mora - Miss Perú Mundo 2002
- Luis Miguel Ciccia - Propietario y Director de Turismo CIVA
- Ruth Enciso - Directora Jefe de Ellos y Ellas en la revista CARETAS
- Patricia Uehara - Fotógrafa Profesional
- Rebecca Escribens- Presentadora de TV
- Norka Peralta - Diseñadora de Modas Oficial de la Organización Miss Perú
- Isabel Serkovic-  Diseñadora de Modas
- Percy Luzio, Director de imagen televisiva.

## Invitados musicales
- Desfile en Traje de Baño - Lil Silvio & El Vega

- Desfile en Traje de Gala - Micheille Soifer & Idéntico

## Resultados posteriores
- La ganadora Valeria Piazza logró ubicarse el Top 13 del Miss Universo 2016, realizado el Filipinas, convirtiéndose en la decimoctava peruana de la historia en clasificar en el Miss Universo.
- Por su parte Prissila Howard entró al Top 10 del Miss Grand Internacional 2016.
- Ivana Yturbe se coronó como Reina Mundial del Banano 2016 realizado en Machala, Ecuador.